# Aeropuerto Daniel Z. Romuáldez
El Aeropuerto Daniel Z. Romuáldez (en filipino: Paliparang Daniel Z. Romualdez, en samareño: Luparan Daniel Z. Romualdez) (IATA: TAC, OACI: RPVA), también conocido como Aeropuerto DZR o Aeropuerto Doméstico de Tacloban, es un aeropuerto que atiende a Tacloban, provincia de Leyte, Filipinas. El aeropuerto está considerado como uno de los aeropuertos principales de primera clase (grande aeropuerto doméstico), por la Dirección de Aviación Civil de Filipinas.
Se trata del séptimo aeropuerto con más movimiento de Filipinas, con 510.762 pasajeros, según las estadísticas de 2007. Está por detrás de los aeropuertos de Mactan, Davao, Iloilo, Bacolod, Cagayán de Oro y Caticlan.
El aeropuerto recibe su nombre de Daniel Romuáldez, antiguo vocal de la Cámara de Representantes de Filipinas y tío de la antigua primera dama Imelda Marcos. Es uno de los dos aeropuertos de Filipinas, que portan el nombre de un miembro de la familia Marcos, el otro es el Aeropuerto Imelda R. Marcos en Mati, Davao Oriental.
El 7 de noviembre de 2013, el Tifón Haiyan ha destruido completamente el aeropuerto.

## Aerolíneas y destinos
- Airphil Express | Cebú
- Cebu Pacific | Cebú, Iloílo (inicia 5 de octubre de 2012), Legazpi (inicia 4 de octubre de 2012), Manila
- Philippine Airlines| Manila
- Zest Airways | Manila

## Desarrollo futuro
Será construida una nueva terminal, para reemplazar a la actual. La nueva terminal tendrá un coste de entre 300 a 350 millones de pesos.